# Championnats d'Europe de patinage artistique 2017
Navigation
Édition précédente Édition suivante
Les championnats d'Europe de patinage artistique 2017 ont lieu du 25 au 29 janvier 2017 à l'Ostravar Aréna d'Ostrava en République tchèque. C'est la première fois que cette ville de Moravie accueille les championnats européens.

## Qualifications
Les patineurs sont éligibles à l'épreuve s'ils représentent une nation européenne membre de l'Union internationale de patinage (International Skating Union en anglais) et s'ils ont atteint l'âge de 15 ans avant le 1er juillet 2016 dans leur pays de naissance. La compétition correspondante pour les patineurs non européens est le championnat des Quatre Continents 2017. Les fédérations nationales sélectionnent leurs patineurs en fonction de leurs propres critères, mais l'Union internationale de patinage exige un score minimum d'éléments techniques (Technical Elements Score en anglais) lors d'une compétition internationale avant les championnats d'Europe.

### Score minimum d'éléments techniques
L'Union internationale de patinage stipule que les notes minimales doivent être obtenues lors d'une compétition internationale senior reconnue par elle-même au cours de la saison en cours ou précédente.
| Score minimum d'éléments techniques                                                         | Score minimum d'éléments techniques | Score minimum d'éléments techniques |
| Discipline                                                                                  | Programme court                     | Programme libre                     |
| Messieurs                                                                                   | 25.00                               | 45.00                               |
| Dames                                                                                       | 20.00                               | 36.00                               |
| Couples                                                                                     | 20.00                               | 36.00                               |
| Danse sur glace                                                                             | 19.00                               | 29.00                               |
| ------------------------------------------------------------------------------------------- | ----------------------------------- | ----------------------------------- |
| Les scores des programmes courts et libres peuvent être obtenus à différentes compétitions. |                                     |                                     |

### Nombre d'inscriptions par discipline
Sur la base des résultats des championnats d'Europe 2016, l'Union internationale de patinage autorise chaque pays à avoir de une à trois inscriptions par discipline.
| Nombre d'inscriptions                                             | Messieurs                               | Dames                                           | Couples                     | Danse sur glace                              |
| ----------------------------------------------------------------- | --------------------------------------- | ----------------------------------------------- | --------------------------- | -------------------------------------------- |
| 3                                                                 | Russie Israël                           | Russie                                          | Russie Italie Allemagne     | Russie Italie                                |
| 2                                                                 | Belgique Tchéquie France Italie Espagne | Finlande France Allemagne Italie Lettonie Suède | France Autriche Biélorussie | France Royaume-Uni Slovaquie Danemark Israël |
| Si non répertorié ci-dessus, une seule inscription est autorisée. |                                         |                                                 |                             |                                              |

## Podiums
| Épreuves                            | Or                                      | Argent                          | Bronze                              |
| ----------------------------------- | --------------------------------------- | ------------------------------- | ----------------------------------- |
| Messieurs résultats détaillés       | Javier Fernández                        | Maksim Kovtun                   | Mikhail Kolyada                     |
| Dames résultats détaillés           | Ievguenia Medvedeva                     | Anna Pogorilaya                 | Carolina Kostner                    |
| Couples résultats détaillés         | Evgenia Tarasova / Vladimir Morozov     | Aljona Savchenko / Bruno Massot | Vanessa James / Morgan Ciprès       |
| Danse sur glace résultats détaillés | Gabriella Papadakis / Guillaume Cizeron | Anna Cappellini / Luca Lanotte  | Ekaterina Bobrova / Dmitri Soloviev |

## Tableau des médailles
| Rang  | Nation    | Or | Argent | Bronze | Total |
| ----- | --------- | -- | ------ | ------ | ----- |
| 1     | Russie    | 2  | 2      | 2      | 6     |
| 2     | France    | 1  | 0      | 1      | 2     |
| 3     | Espagne   | 1  | 0      | 0      | 1     |
| 4     | Italie    | 0  | 1      | 1      | 2     |
| 5     | Allemagne | 0  | 1      | 0      | 1     |
| Total | Total     | 4  | 4      | 4      | 12    |

## Détails des compétitions

### Messieurs
| Rang                                        | Nom                   | Pays        | Points | Programme court | Programme court | Programme libre | Programme libre |
| ------------------------------------------- | --------------------- | ----------- | ------ | --------------- | --------------- | --------------- | --------------- |
| 1                                           | Javier Fernández      | Espagne     | 294.84 | 1               | 104.25          | 1               | 190.59          |
| 2                                           | Maksim Kovtun         | Russie      | 266.80 | 2               | 94.53           | 2               | 172.27          |
| 3                                           | Mikhail Kolyada       | Russie      | 250.18 | 4               | 83.96           | 3               | 166.22          |
| 4                                           | Jorik Hendrickx       | Belgique    | 242.56 | 5               | 82.50           | 5               | 160.06          |
| 5                                           | Alexei Bychenko       | Israël      | 239.24 | 3               | 86.68           | 9               | 152.56          |
| 6                                           | Moris Kvitelashvili   | Géorgie     | 238.20 | 10              | 76.85           | 4               | 161.35          |
| 7                                           | Deniss Vasiļjevs      | Lettonie    | 235.20 | 6               | 79.87           | 6               | 155.33          |
| 8                                           | Aleksandr Samarin     | Russie      | 230.87 | 9               | 77.26           | 7               | 153.61          |
| 9                                           | Chafik Besseghier     | France      | 227.59 | 11              | 76.19           | 10              | 151.40          |
| 10                                          | Paul Fentz            | Allemagne   | 225.85 | 12              | 72.68           | 8               | 153.17          |
| 11                                          | Alexander Majorov     | Suède       | 217.98 | 7               | 78.87           | 12              | 139.11          |
| 12                                          | Michal Březina        | Tchéquie    | 215.52 | 8               | 78.61           | 13              | 136.91          |
| 13                                          | Ivan Righini          | Italie      | 210.15 | 14              | 69.96           | 11              | 140.19          |
| 14                                          | Ivan Pavlov           | Ukraine     | 202.87 | 15              | 68.94           | 14              | 133.93          |
| 15                                          | Kevin Aymoz           | France      | 199.47 | 13              | 71.26           | 18              | 128.21          |
| 16                                          | Graham Newberry       | Royaume-Uni | 198.06 | 16              | 67.79           | 16              | 130.27          |
| 17                                          | Stéphane Walker       | Suisse      | 196.74 | 19              | 62.86           | 15              | 133.88          |
| 18                                          | Javier Raya           | Espagne     | 195.54 | 17              | 66.67           | 17              | 128.87          |
| 19                                          | Maurizio Zandron      | Italie      | 186.40 | 18              | 63.79           | 19              | 122.61          |
| 20                                          | Jiří Bělohradský      | Tchéquie    | 181.62 | 20              | 60.99           | 21              | 120.63          |
| 21                                          | Slavik Hayrapetyan    | Arménie     | 180.78 | 21              | 60.69           | 22              | 120.09          |
| 22                                          | Daniel Albert Naurits | Estonie     | 176.10 | 24              | 55.14           | 20              | 120.96          |
| 23                                          | Valtter Virtanen      | Finlande    | 164.09 | 22              | 56.52           | 24              | 107.57          |
| 24                                          | Sondre Oddvoll Bøe    | Norvège     | 162.85 | 23              | 55.24           | 23              | 107.61          |
| Patineurs éliminés après le programme court |                       |             |        |                 |                 |                 |                 |
| 25                                          | Igor Reznichenko      | Pologne     |        | 25              | 54.81           | NC              | NC              |
| 26                                          | Nicholas Vrdoljak     | Croatie     |        | 26              | 53.45           | NC              | NC              |
| 27                                          | Alexander Borovoj     | Hongrie     |        | 27              | 53.02           | NC              | NC              |
| 28                                          | Thomas Kennes         | Pays-Bas    |        | 28              | 52.95           | NC              | NC              |
| 29                                          | Anton Karpuk          | Biélorussie |        | 29              | 52.26           | NC              | NC              |
| 30                                          | Mark Gorodnitsky      | Israël      |        | 30              | 51.72           | NC              | NC              |
| 31                                          | Larry Loupolover      | Azerbaïdjan |        | 31              | 51.30           | NC              | NC              |
| 32                                          | Engin Ali Artan       | Turquie     |        | 32              | 50.38           | NC              | NC              |
| 33                                          | Daniel Samohin        | Israël      |        | 33              | 50.33           | NC              | NC              |
| 34                                          | Michael Neuman        | Slovaquie   |        | 34              | 47.67           | NC              | NC              |
| 35                                          | Nicky Obreykov        | Bulgarie    |        | 35              | 44.83           | NC              | NC              |
| 36                                          | Mario-Rafael Ionian   | Autriche    |        | 36              | 42.62           | NC              | NC              |

### Dames

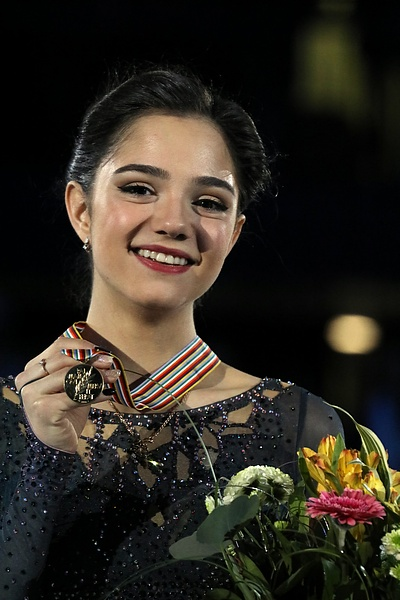
La championne d'Europe 2017 Ievguenia Medvedeva

| Rang                                          | Nom                       | Pays        | Points | Programme court | Programme court | Programme libre | Programme libre |
| --------------------------------------------- | ------------------------- | ----------- | ------ | --------------- | --------------- | --------------- | --------------- |
| 1                                             | Ievguenia Medvedeva       | Russie      | 229.71 | 1               | 78.92           | 1               | 150.79          |
| 2                                             | Anna Pogorilaya           | Russie      | 211.39 | 2               | 74.39           | 3               | 137.00          |
| 3                                             | Carolina Kostner          | Italie      | 210.52 | 3               | 72.40           | 2               | 138.12          |
| 4                                             | Maria Sotskova            | Russie      | 192.52 | 4               | 72.17           | 5               | 120.35          |
| 5                                             | Laurine Lecavelier        | France      | 188.10 | 5               | 63.81           | 4               | 124.29          |
| 6                                             | Nicole Rajičová           | Slovaquie   | 179.70 | 7               | 60.98           | 6               | 118.72          |
| 7                                             | Loena Hendrickx           | Belgique    | 172.71 | 11              | 55.41           | 7               | 117.30          |
| 8                                             | Ivett Tóth                | Hongrie     | 172.65 | 6               | 61.49           | 8               | 111.16          |
| 9                                             | Roberta Rodeghiero        | Italie      | 161.00 | 8               | 57.77           | 12              | 103.23          |
| 10                                            | Nicole Schott             | Allemagne   | 160.63 | 9               | 56.88           | 10              | 103.75          |
| 11                                            | Emmi Peltonen             | Finlande    | 160.57 | 14              | 53.52           | 9               | 107.05          |
| 12                                            | Anastasia Galustyan       | Arménie     | 155.14 | 10              | 56.40           | 14              | 98.74           |
| 13                                            | Matilda Algotsson         | Suède       | 154.63 | 18              | 51.35           | 11              | 103.28          |
| 14                                            | Joshi Helgesson           | Suède       | 152.86 | 13              | 53.93           | 13              | 98.93           |
| 15                                            | Helery Hälvin             | Estonie     | 146.68 | 16              | 51.72           | 15              | 94.96           |
| 16                                            | Maé-Bérénice Méité        | France      | 145.07 | 12              | 54.96           | 19              | 90.11           |
| 17                                            | Nathalie Weinzierl        | Allemagne   | 143.40 | 22              | 48.70           | 17              | 94.70           |
| 18                                            | Natasha McKay             | Royaume-Uni | 140.85 | 24              | 45.97           | 16              | 94.88           |
| 19                                            | Angelīna Kučvaļska        | Lettonie    | 139.63 | 20              | 49.05           | 18              | 90.58           |
| 20                                            | Michaela Lucie Hanzlíková | Tchéquie    | 138.23 | 15              | 52.39           | 21              | 85.84           |
| 21                                            | Anna Khnychenkova         | Ukraine     | 136.57 | 21              | 48.93           | 20              | 87.64           |
| 22                                            | Kerstin Frank             | Autriche    | 132.08 | 17              | 51.47           | 24              | 80.61           |
| 23                                            | Viveca Lindfors           | Finlande    | 130.10 | 19              | 49.48           | 22              | 80.62           |
| 24                                            | Anne Line Gjersem         | Norvège     | 128.68 | 23              | 48.06           | 23              | 80.62           |
| Patineuses éliminées après le programme court |                           |             |        |                 |                 |                 |                 |
| 25                                            | Julia Sauter              | Roumanie    |        | 25              | 45.59           | NC              | NC              |
| 26                                            | Daša Grm                  | Slovénie    |        | 26              | 43.48           | NC              | NC              |
| 27                                            | Yasmine Kimiko Yamada     | Suisse      |        | 27              | 42.33           | NC              | NC              |
| 28                                            | Elžbieta Kropa            | Lituanie    |        | 28              | 41.52           | NC              | NC              |
| 29                                            | Antonina Dubinina         | Serbie      |        | 29              | 41.05           | NC              | NC              |
| 30                                            | Colette Coco Kaminski     | Pologne     |        | 30              | 39.83           | NC              | NC              |
| 31                                            | Aimee Buchanan            | Israël      |        | 31              | 38.49           | NC              | NC              |
| 32                                            | Birce Atabey              | Turquie     |        | 32              | 35.59           | NC              | NC              |
| 33                                            | Valentina Matos           | Espagne     |        | 33              | 34.79           | NC              | NC              |
| 34                                            | Hristina Vassileva        | Bulgarie    |        | 34              | 24.55           | NC              | NC              |

### Couples
| Rang                                      | Nom                                       | Pays        | Points | Programme court | Programme court | Programme libre | Programme libre |
| ----------------------------------------- | ----------------------------------------- | ----------- | ------ | --------------- | --------------- | --------------- | --------------- |
| 1                                         | Evgenia Tarasova / Vladimir Morozov       | Russie      | 227.58 | 1               | 80.82           | 2               | 146.76          |
| 2                                         | Aljona Savchenko / Bruno Massot           | Allemagne   | 222.35 | 3               | 73.76           | 1               | 148.59          |
| 3                                         | Vanessa James / Morgan Ciprès             | France      | 220.02 | 2               | 74.18           | 3               | 145.84          |
| 4                                         | Ksenia Stolbova / Fedor Klimov            | Russie      | 216.51 | 4               | 73.70           | 4               | 142.81          |
| 5                                         | Natalia Zabiiako / Aleksandr Enbert       | Russie      | 200.75 | 5               | 72.38           | 5               | 128.37          |
| 6                                         | Valentina Marchei / Ondřej Hotárek        | Italie      | 191.93 | 6               | 66.53           | 6               | 125.40          |
| 7                                         | Anna Dušková / Martin Bidař               | Tchéquie    | 189.09 | 7               | 65.90           | 7               | 123.19          |
| 8                                         | Nicole Della Monica / Matteo Guarise      | Italie      | 180.99 | 8               | 63.97           | 8               | 117.02          |
| 9                                         | Miriam Ziegler / Severin Kiefer           | Autriche    | 165.63 | 9               | 57.14           | 9               | 108.49          |
| 10                                        | Tatiana Danilova / Mikalai Kamianchuk     | Biélorussie | 151.55 | 10              | 53.27           | 10              | 98.28           |
| 11                                        | Rebecca Ghilardi / Filippo Ambrosini      | Italie      | 148.48 | 14              | 50.71           | 11              | 97.77           |
| 12                                        | Minerva Fabienne Hase / Nolan Seegert     | Allemagne   | 147.40 | 13              | 51.27           | 12              | 96.13           |
| 13                                        | Lola Esbrat / Andrei Novoselov            | France      | 145.72 | 11              | 52.51           | 13              | 93.21           |
| 14                                        | Zoe Jones / Christopher Boyadji           | Royaume-Uni | 143.42 | 12              | 52.32           | 14              | 91.10           |
| 15                                        | Lana Petranović / Antonio Souza-Kordeiru  | Croatie     | 140.09 | 15              | 49.25           | 15              | 90.84           |
| 16                                        | Arina Cherniavskaia / Evgeni Krasnopolski | Israël      | 133.32 | 16              | 47.92           | 16              | 85.40           |
| Couples éliminés après le programme court |                                           |             |        |                 |                 |                 |                 |
| 17                                        | Ioulia Chtchetinina / Noah Scherer        | Suisse      |        | 17              | 47.52           | NC              | NC              |
| 18                                        | Goda Butkutė / Nikita Ermolaev            | Lituanie    |        | 18              | 44.79           | NC              | NC              |

### Danse sur glace
| Rang                                            | Nom                                          | Nation      | Points | Danse courte | Danse courte | Danse libre | Danse libre |
| ----------------------------------------------- | -------------------------------------------- | ----------- | ------ | ------------ | ------------ | ----------- | ----------- |
| 1                                               | Gabriella Papadakis / Guillaume Cizeron      | France      | 189.67 | 3            | 75.48        | 1           | 114.19      |
| 2                                               | Anna Cappellini / Luca Lanotte               | Italie      | 186.64 | 2            | 75.65        | 2           | 110.99      |
| 3                                               | Ekaterina Bobrova / Dmitri Soloviev          | Russie      | 186.56 | 1            | 76.18        | 3           | 110.38      |
| 4                                               | Isabella Tobias / Ilia Tkachenko             | Israël      | 169.29 | 5            | 69.35        | 4           | 99.94       |
| 5                                               | Aleksandra Stepanova / Ivan Bukin            | Russie      | 166.93 | 6            | 68.17        | 5           | 98.76       |
| 6                                               | Charlène Guignard / Marco Fabbri             | Italie      | 163.68 | 4            | 70.46        | 7           | 93.22       |
| 7                                               | Laurence Fournier Beaudry / Nikolaj Sørensen | Danemark    | 160.68 | 7            | 66.02        | 6           | 94.66       |
| 8                                               | Natalia Kaliszek / Maksym Spodyriev          | Pologne     | 156.02 | 10           | 63.35        | 8           | 92.67       |
| 9                                               | Oleksandra Nazarova / Maxim Nikitin          | Ukraine     | 154.65 | 9            | 63.36        | 10          | 91.29       |
| 10                                              | Victoria Sinitsina / Nikita Katsalapov       | Russie      | 154.51 | 8            | 64.67        | 12          | 89.84       |
| 11                                              | Alisa Agafonova / Alper Uçar                 | Turquie     | 153.68 | 11           | 62.33        | 9           | 91.35       |
| 12                                              | Marie-Jade Lauriault / Romain Le Gac         | France      | 152.40 | 12           | 61.48        | 11          | 90.92       |
| 13                                              | Sara Hurtado / Kirill Khaliavin              | Espagne     | 141.36 | 13           | 56.52        | 15          | 84.84       |
| 14                                              | Kavita Lorenz / Joti Polizoakis              | Allemagne   | 141.32 | 15           | 54.63        | 13          | 86.69       |
| 15                                              | Lilah Fear / Lewis Gibson                    | Royaume-Uni | 136.99 | 19           | 50.75        | 14          | 86.24       |
| 16                                              | Lucie Myslivečková / Lukáš Csölley           | Slovaquie   | 136.64 | 17           | 52.84        | 16          | 83.80       |
| 17                                              | Cecilia Törn / Jussiville Partanen           | Finlande    | 131.11 | 14           | 54.99        | 18          | 76.12       |
| 18                                              | Taylor Tran / Saulius Ambrulevičius          | Lituanie    | 129.95 | 20           | 49.87        | 17          | 80.08       |
| 19                                              | Tina Garabedian / Simon Proulx-Sénécal       | Arménie     | 128.05 | 16           | 53.00        | 19          | 75.05       |
| 20                                              | Viktoria Kavaliova / Yurii Bieliaiev         | Biélorussie | 125.42 | 18           | 52.39        | 20          | 73.03       |
| Couples de danse éliminés après la danse courte |                                              |             |        |              |              |             |             |
| 21                                              | Robynne Tweedale / Joseph Buckland           | Royaume-Uni |        | 21           | 49.55        | NC          | NC          |
| 22                                              | Jasmine Tessari / Francesco Fioretti         | Italie      |        | 22           | 49.44        | NC          | NC          |
| 23                                              | Olga Jakushina / Andrey Nevskiy              | Lettonie    |        | 23           | 49.14        | NC          | NC          |
| 24                                              | Varvara Ogloblina / Mikhail Zhirnov          | Azerbaïdjan |        | 24           | 48.45        | NC          | NC          |
| 25                                              | Victoria Manni / Carlo Röthlisberger         | Suisse      |        | 25           | 47.19        | NC          | NC          |
| 26                                              | Nicole Kuzmichová / Alexandr Sinicyn         | Tchéquie    |        | 26           | 47.16        | NC          | NC          |
| 27                                              | Tatiana Kozmava / Oleksii Shumskyi           | Géorgie     |        | 27           | 43.80        | NC          | NC          |
| 28                                              | Hanna Jakucs / Dániel Illés                  | Hongrie     |        | 28           | 43.50        | NC          | NC          |
| 29                                              | Katerina Bunina / Germand Frolov             | Estonie     |        | 29           | 39.47        | NC          | NC          |
| 30                                              | Adel Tankova / Ronald Zilberberg             | Israël      |        | 30           | 38.49        | NC          | NC          |